# United States Football League (2022)
Ne doit pas être confondu avec United States Football League (1983).
La United States Football League, ou USFL, est une ligue mineure professionnelle de football américain aux États-Unis ayant repris le nom de la défunte USFL,.
Ligue de printemps dont le calendrier (avril à juillet) était décalé par rapport à celui de la prestigieuse NFL, elle n'a organisé que deux saisons (2022 et 2023) avant de fusionner le 31 décembre 2023 avec la XFL pour former la United Football League en vue de la saison 2024,.

## Histoire
Fondée en 2021, elle se compose de huit équipes réparties dans quatre villes jouant dans des stades situés à l'est du fleuve Mississippi.
Les matchs de la saison régulière 2022 ont lieu à Birmingham dans l'Alabama et ceux de la phase finale  à Canton dans Ohio au Tom Benson Hall of Fame Stadium.
La ligue est actuellement propriété de la National Spring Football League Enterprises Co, LLC, résultant d'une fusion entre le fondateur Brian Woods et les sociétés américaines Fox Corporation et Fox Sports. Son siège se situe à Birmingham dans l'Alabama. Bien que la ligue soit devenue propriétaire des marques de l'ancienne USFL, la nouvelle USFL n'est pas officiellement associée à cette entité.
Il s'agit de la cinquième tentative de lancement d'une ligue utilisant le nom de l'USFL,, :
- celle de 1945 qui devient plus tard l'All-America Football Conference
- celle proposée sans succès (aucun match) dans les années 1960 par David Dixon, fondateur de l'USFL des années 1980 ;
- celle de 1983 ayant duré trois saisons ;
- celle proposée sans succès (aucun match) en 2010 (en) et abandonnée en 2015.

Les Stallions de Birmingham ont remporté la première édition (saison 2022) à la suite de leur victoire 33 à 30 lors de la finale disputée contre les Stars de Philadelphie le 3 juillet 2022.
Les matchs de la saison 2023 ont lieu dans quatre villes soit à Détroit (Ford Field), à Canton (Tom Benson Hall of Fame Stadium), à Birmingham (Protective Stadium) et à Memphis (Simmons Bank Liberty Stadium).
Fin 2023, USFL et XFL annoncent leur fusion pour former l'United Football League (2024) en vue de la saison 2024

## Les équipes
Huit équipes sont annoncées le 22 novembre 2021 lesquelles sont réparties entre les divisions Nord et Sud.
Une équipe se compose initialement de 38 joueurs actifs et d'une équipe d'entraînement de 7 joueurs. Cependant, vers la mi saison 2022, la ligue décide de passer à 40 joueurs actifs le jour des matchs et autorise 10 joueurs dans l'équipe d'entraînement.
Les équipes reprennent les noms de la ligue originale des années 1980, l'United States Football League (1983).
Les Bandits de Tampa Bay bien qu'annoncés pour la saison 2023, renoncent finalement ce qui permet aux Showboats de Memphis de prendre leur place tout en récupérant les joueurs et l'encadrement des Bandits.
| Division Nord                   | Division Nord        | Division Nord                  | Division Nord                                       | Division Nord | Division Nord |
| ------------------------------- | -------------------- | ------------------------------ | --------------------------------------------------- | ------------- | ------------- |
| Équipe                          | Entraîneur principal | Ville                          | Stade en 2023                                       | Capacité      | 1re saison    |
| Panthers du Michigan            | Mike Nolan           | Détroit, Michigan              | Ford Field • Détroit, Michigan                      | 65 000        | 2022          |
| Generals du New Jersey          | Mike Riley           | East Rutherford, New Jersey    | Tom Benson Hall of Fame Stadium (en) • Canton, Ohio | 23 000        | 2022          |
| Stars de Philadelphie           | Bart Andrus          | Philadelphie, Pennsylvanie     | Ford Field • Détroit, Michigan                      | 65 000        | 2022          |
| Maulers de Pittsburgh           | Ray Horton           | Pittsburgh, Pennsylvanie       | Tom Benson Hall of Fame Stadium • Canton, Ohio      | 23 000        | 2022          |
| Division Sud                    |                      |                                |                                                     |               |               |
| Équipe                          | Entraîneur principal | Ville                          | Stade en 2023                                       | Capacité      | 1re saison    |
| Stallions de Birmingham         | Skip Holtz           | Birmingham, Alabama            | Protective Stadium • Birmingham, Alabama            | 47 100        | 2022          |
| Gamblers de Houston             | Curtis Johnson       | Houston, Texas                 | Simmons Bank Liberty Stadium • Memphis, Tennessee   | 58 325        | 2022          |
| Showboats de Memphis            | Todd Haley           | Memphis, Tennessee             | Simmons Bank Liberty Stadium • Memphis, Tennessee   | 58 325        | 2023          |
| Breakers de La Nouvelle-Orléans | John DeFilippo       | La Nouvelle-Orléans, Louisiane | Protective Stadium • Birmingham, Alabama            | 47 100        | 2022          |

| Ancienne(s) équipe(s) | Ancienne(s) équipe(s) | Ancienne(s) équipe(s) | Ancienne(s) équipe(s) | Ancienne(s) équipe(s) |
| --------------------- | --------------------- | --------------------- | --------------------- | --------------------- |
| Équipe                | Ville                 | Saison(s)             | Saison(s)             | Saison(s)             |
| Équipe                | Ville                 | 1re saison            | Dernière saison       | Nombre                |
| Bandits de Tampa Bay  | Tampa, Floride        | 2022                  | 2022                  | 1                     |

| [[Fichier:Usa edcp (+HI +AK) location map.svg\|500px\|{{#if:\|{{{alt}}}\|United States Football League (2022) est dans la page États-Unis.]]Birmingham Houston La Nouvelle-Orléans Memphis Michigan New Jersey Philadelphie Pittsburgh Tampa Bay Localisations des franchises de l'USFL - Division Sud - Division Nord - Ancienne franchise | [[Fichier:Usa edcp (+HI +AK) location map.svg\|400px\|{{#if:\|{{{alt}}}\|United States Football League (2022) est dans la page États-Unis.]]Protective Tom Benson Ford Field S.B. Liberty Legion Field Localisations des stades de l'USFL - Saison 2023 - Ancien stade (2022) |

## Palmarès
| Saison | Vainqueur               | Score   | Finaliste             | Lieu                                           | MVP                    |
| ------ | ----------------------- | ------- | --------------------- | ---------------------------------------------- | ---------------------- |
| 2022   | Stallions de Birmingham | 33 - 30 | Stars de Philadelphie | Tom Benson Hall of Fame Stadium • Canton, Ohio | Victor Bolden Jr. (en) |
| 2023   | Stallions de Birmingham | 28 - 12 | Pittsburgh Maulers    | Tom Benson Hall of Fame Stadium • Canton, Ohio | Deon Cain (en)         |